# Ursula Zybach
Ursula Zybach (29 agosto 1967) è una politica svizzera del Partito Socialista Svizzero (PS). Dal 2023 è membro del Consiglio nazionale per il Canton Berna.

## Biografia
Iniziò la carriera politica nel consiglio comunale di Spiez dal 2005 al 2011, e fa parte dell'esecutivo del comune del 2012. Dal 2014 al 2024 fece parte del Gran Consiglio del Canton Berna, di cui fu presidente dal 2017 al 2018.
Presentatasi alle elezioni federali del 2023, venne eletta Consigliera nazionale per il Canton Berna con 47 458 voti, ventesima tra i candidati eletti più votati del cantone.